# Permission (film)
Pour les articles homonymes, voir Permission.
Pour plus de détails, voir Fiche technique et Distribution.
Permission est une comédie romantique américaine écrite et réalisée par Brian Crano, sortie en 2017.

## Synopsis
Anna et Will s'aiment depuis le premier jour de leur rencontre. Après 10 ans de relation, ils décident enfin de se marier. Mais, lors d'un dîner arrosé, le petit ami du frère d'Anna lui propose qu'elle rencontre d'autres hommes avant son mariage avec l'accord de son futur époux. Dès lors, le couple, avant de s'unir, s'autorise à coucher avec d'autres personnes, avec le consentement de chacun, mais la situation leur échappe...

## Fiche technique
- Titre original et français : Permission
- Réalisation et scénario : Brian Crano
- Montage : Matt Friedman
- Photographie : Adam Bricker
- Production : Brian Crano et Rebecca Hall
- Sociétés de production : Ball & Chain Productions
- Sociétés de distribution : Good Deed Entertainment (USA), TF1 Studio (France)
- Pays d'origine : États-Unis
- Langue originale : anglais
- Format : couleur
- Genre : Comédie romantique
- Durée : 96 minutes
- Dates de sortie :
- États-Unis : 
  - 22 avril 2017 (Festival du film de Tribeca)
  - 9 février 2018 (sortie nationale)
- France : 2 mai 2018 (DVD)

## Distribution
- Rebecca Hall (VF : Elisabeth Ventura) : Anna
- Dan Stevens (VF : Damien Witecka) : Will
- David Joseph Craig (VF : Vincent de Bouard) : Hale, le frère d'Anna
- Morgan Spector (VF : Thomas Roditi) : Reece, le petit ami de Hale
- Gina Gershon (VF : Marie-Laure Dougnac) : Lydia
- Jason Sudeikis (VF : Thierry Kazazian) : Glenn
- Bridget Everett : Charlie
- François Arnaud (VF : Alexis Victor) : Dane
- Raúl Castillo : Heron
- Sarah Steele : Stevie
- Michelle Hurst (VF : Pascale Vital) : Dr. Bennett

## Accueil
Le film a reçu un accueil favorable de la critique. Il obtient un score moyen de 62 % sur Metacritic.